# هما (بالگرد)
هما یک بالگرد چندمنظوره نیمه سنگین می‌باشد که توسط شرکت پشتیبانی و نوسازی بالگردهای ایران (پنها) طراحی و ساخته شده است. این بالگرد دارای ظرفیت ۱۴ نفر می‌باشد.
به گفته مسئولان پروژه هما این بالگرد می‌تواند در حوزه نظامی نیز استفاده و رادارگریز شود و سلاح نیز بر روی آن نصب شود. بالگرد هما در حال حاضر با گذراندن پروازهای آزمایشی و اخذ مجوزهای پرواز منتظر اخذ سایر مجوزها و استانداردهای لازم است.